# Невель (озеро)
Невель (Невельское) — озеро в Невельском районе на юге Псковской области.
Площадь — 14,9 км², максимальная глубина — 4,5 м, средняя глубина — 1,6 м. Площадь водосборного бассейна — 441 км². Высота над уровнем моря — 152,7 м.
Проточное. Из озера вытекает река Еменка, впадающая в Ловать. На берегу озера расположен город Невель.
Лещово-судачий тип озера. Массовые виды рыб: щука, окунь, плотва, лещ, красноперка, судак, язь, густера, щиповка, верховка, уклея, линь, налим, вьюн, карась, карп.